# Heteronyx excisa
Heteronyx excisa är en skalbaggsart som beskrevs av Heller 1912. Heteronyx excisa ingår i släktet Heteronyx och familjen Melolonthidae. Inga underarter finns listade i Catalogue of Life.